# Огайо (округ, Кентуккі)
Шаблон:StateAbbr_ 37°28′ пн. ш. 86°50′ зх. д. / 37.47° пн. ш. 86.84° зх. д.
Округ Огайо (англ. Ohio County) — округ (графство) у штаті Кентуккі, США. Ідентифікатор округу 21183.

## Історія
Округ утворений 1798 року.

## Демографія
За даними перепису
2000 року
загальне населення округу становило 22916 осіб, зокрема міського населення було 5774, а сільського — 17142.
Серед мешканців округу чоловіків було 11257, а жінок — 11659. В окрузі було 8899 домогосподарств, 6587 родин, які мешкали в 9909 будинках.
Середній розмір родини становив 2,98.
Віковий розподіл населення поданий у таблиці:
| Стать    | До 15 років | 15-21 | 22-29 | 30-39 | 40-49 | 50-65 | 65-85 | Понад 85 |
| -------- | ----------- | ----- | ----- | ----- | ----- | ----- | ----- | -------- |
| Чоловіки | 2379        | 1101  | 1165  | 1564  | 1691  | 1982  | 1248  | 127      |
| Жінки    | 2266        | 1099  | 1130  | 1596  | 1664  | 1983  | 1608  | 313      |

## Суміжні округи
- Генкок — північ
- Брекінрідж — північний схід
- Ґрейсон — схід
- Батлер — південний схід
- Муленберґ — південний захід
- Маклейн — захід
- Девісс — північний захід

## Виноски
1. ↑  U.S. Decennial Census. United States Census Bureau. Архів оригіналу за 26 квітня 2015. Процитовано 19 серпня 2014.
2. ↑  Historical Census Browser. University of Virginia Library. Архів оригіналу за 11 серпня 2012. Процитовано 19 серпня 2014.
3. ↑  Population of Counties by Decennial Census: 1900 to 1990. United States Census Bureau. Процитовано 19 серпня 2014.
4. ↑  Census 2000 PHC-T-4. Ranking Tables for Counties: 1990 and 2000 (PDF). United States Census Bureau. Процитовано 19 серпня 2014.
5. ↑  State & County QuickFacts. United States Census Bureau. Архів оригіналу за 7 червня 2011. Процитовано 6 березня 2014.(англ.) Наведено за англійською вікіпедією.
6. ↑  American FactFinder. Бюро перепису населення США. Архів оригіналу за 26 лютого 2012. Процитовано 31 січня 2008.

| США | Це незавершена стаття з географії США. Ви можете допомогти проєкту, виправивши або дописавши її. |